# Metroplex de Dallas-Fort Worth

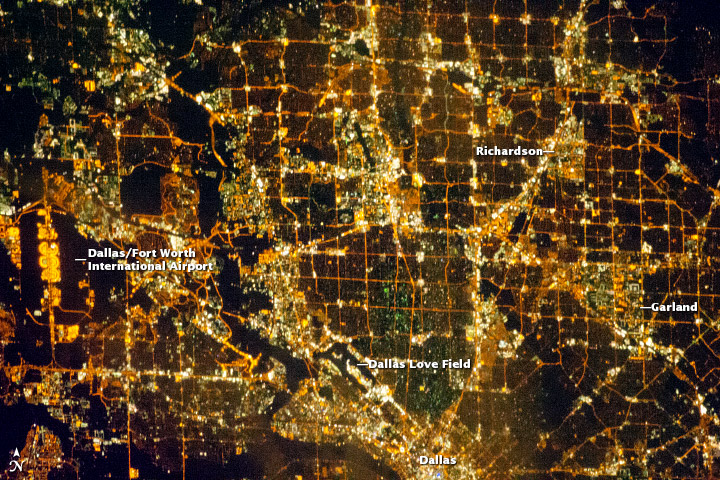
Dallas/Fort Worh em imagem de satélite à noite.

O Metroplex de Dallas-Fort Worth (em inglês Dallas-Fort Worth metroplex) é o nome informal que os habitantes desta região metropolitana do Texas, nos Estados Unidos, deram à região do norte do estado. Outros nomes que recebeu foram "Metroplex", "North Texas", "DFDub" e "DFW". Devido ao grande crescimento da área, especialmente o dos seus subúrbios, o United States Census Bureau designou o título de área metropolitana Dallas–Fort Worth–Arlington. A área metropolitana pode ser dividida ainda em duas divisões metropolitanas: Dallas–Plano–Irving e Fort Worth–Arlington. Dallas (a maior cidade da área metropolitana) é uma das 11 cidades dos Estados Unidos da América que foi classificada como cidade global de tipo gama.
A região engloba 12 cidades, com uma população estimada de 6,3 milhões de habitantes (2008).  Dallas–Fort Worth é a maior região metropolitana do Texas e inclui 6 das 12 maiores cidades do estado. É a quarta área metropolitana dos Estados Unidos depois de Nova Iorque, Los Angeles e Chicago e a maior fora do litoral. O Metroplex engloba 12 condados e 26 500 km² o que faz dela uma área maior que os estados de Nova Jersey e Rhode Island juntos.

## Extensão

### Condados do Metroplex
Segundo as estatísticas de áreas metropolitanas (MSA), a área metropolitana Dallas/Fort Worth engloba 12 condados no nordeste do Texas. As estatísticas de áreas combinadas (CSA) têm uma área metropolitana mais extensa e definem o Metroplex como uma metrópole de 18 condados. O maior dos 12 condados em população é o Condado de Dallas com 2,2 milhões de habitantes em 2000 seguido pelo Condado de Tarrant com 1 446 219 habitantes no censo de 2000. Quanto a área, o Condado de Denton é o maior com 2481 km². Os condados do Dallas/Fort-Worth Metroplex são:
| - Condado de Collin - Condado de Dallas - Condado de Delta - Condado de Denton - Condado de Ellis - Condado de Hunt | - Condado de Johnson - Condado de Kaufman - Condado de Parker - Condado de Rockwall - Condado de Tarrant - Condado de Wise |

### Cidades do Metroplex

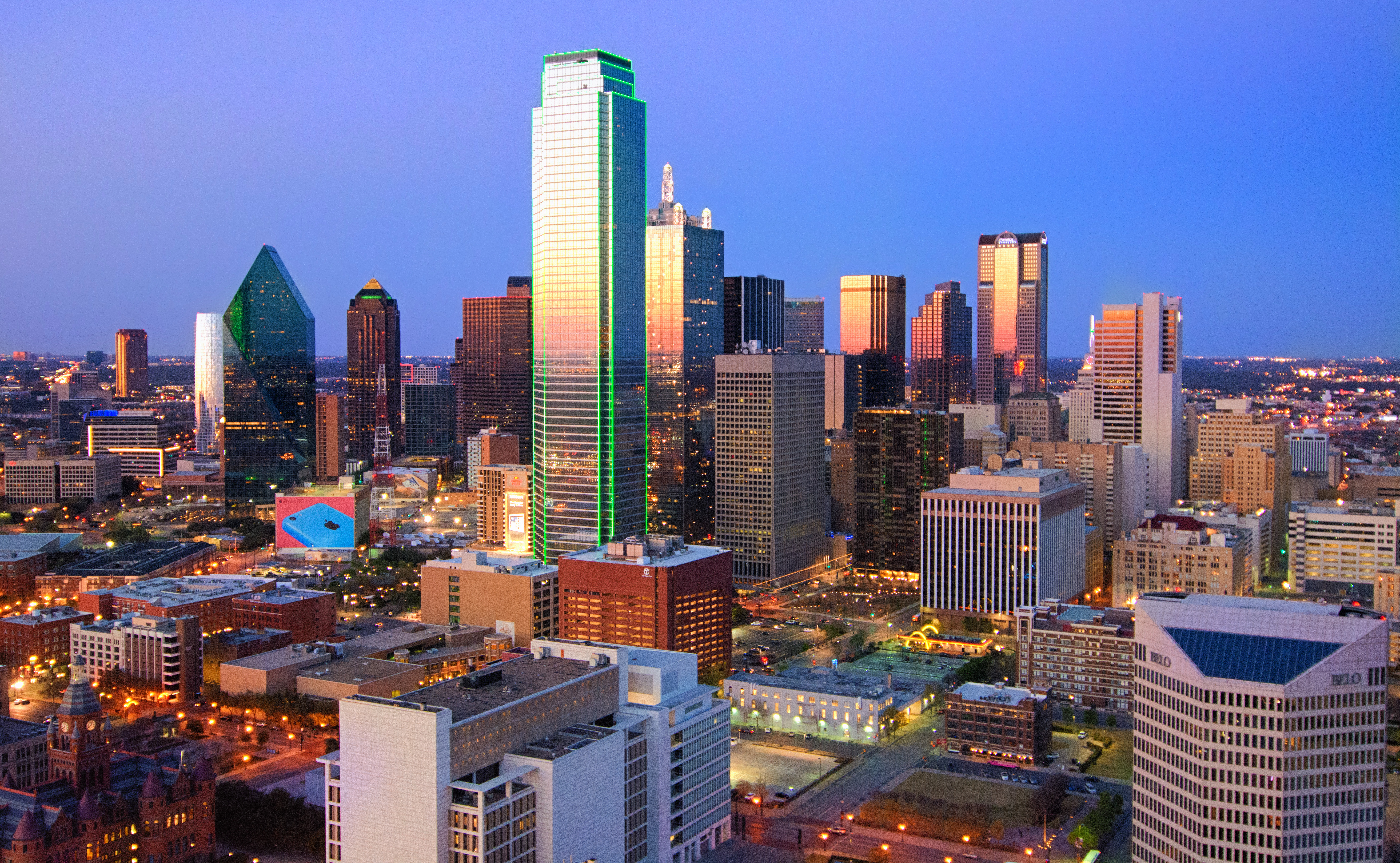
Dallas é a 3.ª maior cidade do Texas e a 9.ª nos Estados Unidos

#### Cidades principais com mais de 100 000 habitantes
- Dallas:  1 232 940 (2006)
- Fort Worth:  653 320 (2006)
- Arlington:  367 197 (2006)
- Plano:  255 009 (2006)
- Garland:  217 963 (2006)
- Irving:  201 927 (2006)
- Grand Prairie:  153 812 (2006)
- Mesquite:  131 447 (2006)
- Carrollton:  121 604 (2006)
- Denton:  109 561 (2006)
- McKinney:  107 530 (2006)